# پارک ملی گوی‌گول
پارک ملی گوی‌گول (به ترکی آذربایجانی: Göygöl Milli Parkı) در قلمروی شهر گنجه در جمهوری آذربایجان در پهنه ای ۱۲۷۵۵ هکتار به سال ۲۰۰۸ تأسیس شده‌است. 

## اطلاعات عمومی

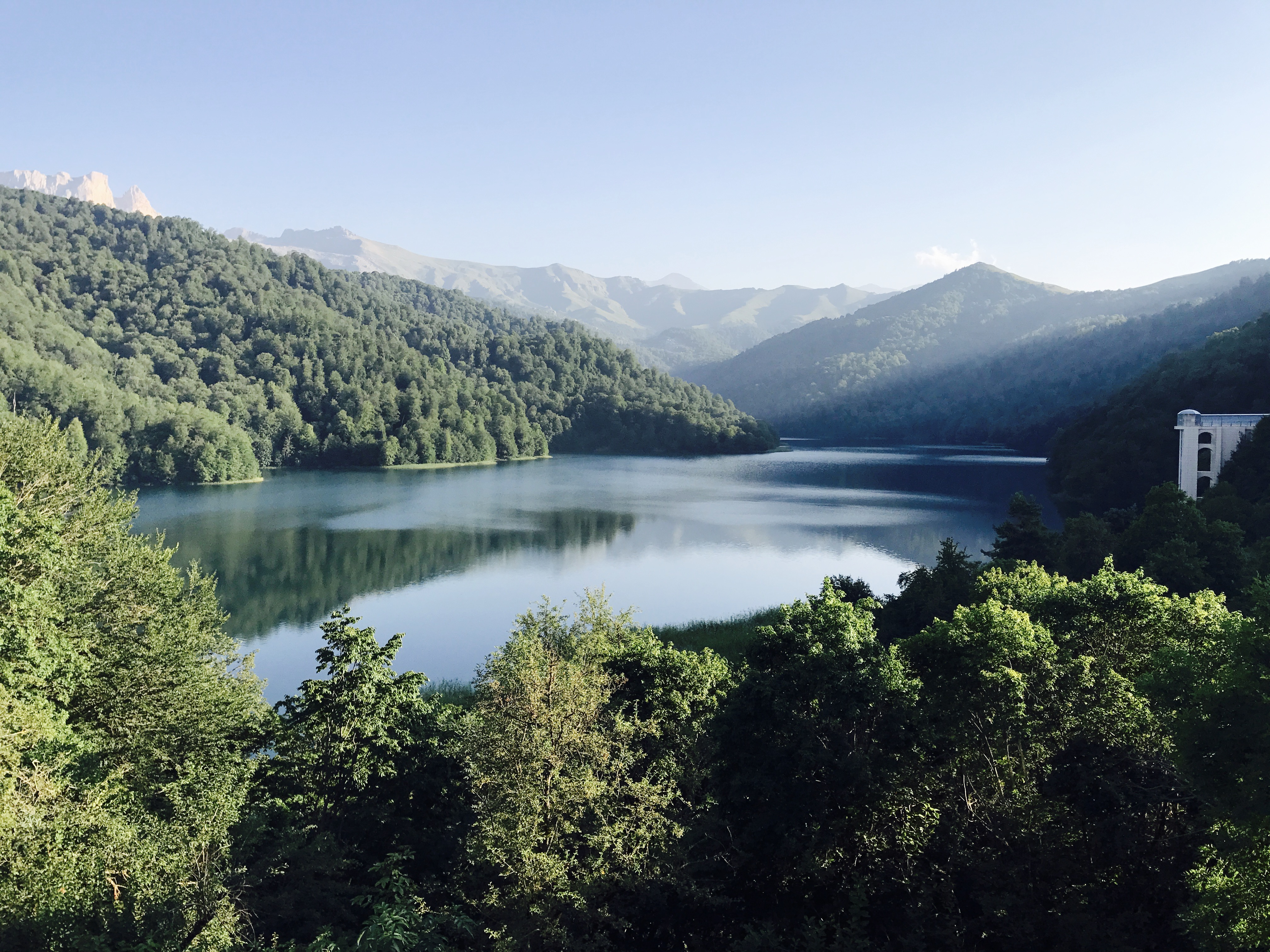
گوی گول 2017

پارک ملی گوی‌گول بنابر دستور الهام علی اف، رئیس‌جمهوری آذربایجان در ۱ آوریل سال ۲۰۰۸ پی‌ریزی شده‌است. این پارک ملی در سمت غرب جمهوری آذربایجان، در محدودهٔ استان‌های «خانلار» و گنجه قرار گرفته‌است. 
پارک مزبور بر پایهٔ زمین‌های منطقهٔ حفاظت شده دولتی گوی‌گول و زمین‌های دولتی و جنگل‌های متصل به آن ایجاد شده‌است.
منطقهٔ حفاظت شده گوی‌گول اولین منطقهٔ حفاظت شده در آذربایجان به حساب می آید که، در سال ۱۹۲۵ دایر شده‌است. گوی‌گول و چشم‌انداز جنگل‌های اطراف آن به سرشاری طبیعی خود و منحصر به فرد بودنش شهرت جهانی دارد.
به فرمان شماره ۴۷۵ شورای وزرای جمهوری سوسیالیستی آذربایجان شوروی مورخ ۱۴ ژوئیه سال ۱۹۶۵، منطقه حفاظت شده گوی‌گول به صورت جدیدی درآمد. آنگاه این منطقه حفاظت شده از مساحت کل ۶۷۳۹ هکتار برخوردار بود. این پارک ملی جمهوری آذربایجان در قسمت شمل- شرقی رشته کوه قفقاز کوچک، در ارتفاع ۱۰۰۰ الی ۳۰۶۰ متر از سطح دریا واقع می‌باشد . بخش عمده ای از مساحت پارک ملی گوی‌گول آکنده از دره‌های عمیق، دامنه‌هایی دارای فراز و نشیب‌های مختلفی و رودهای متعددی است. 
منطقهٔ حفاظت شده گوی‌گول از سه دریاچه زیبا به نام‌های گوی‌گول، «مارالگؤل» و «زَلی‌گؤل» برخوردار است.
از تنوع‌های گونه گون پرندگان ساکن در پارک می‌توان از کرکس ریش، چکاوک درختی، کرکس مصری، دارکوب سیاه و سفید، ، چرخریسک خزر، قرقاول قفقاز، مرغ انجیر خوار طلایی و غیره... از پستانداران وحشی از شغال طلایی، روباه قرمز، گراز، گوزن های کوچک، سیاه گوش، خرس قهوه ای و... نام برد.
سرتاسر پارک ملی گوی‌گول با کوه‌های پوشیده شده با انواع درختان گوناگونی همچون زرشک، زغال اخته، دوک نخ ریس، شاه توت، خاکستر اروپا، مرز اروپا، بلوط، ممرز شرقی، راش، افرای مخمل، افرا، کاپادوکیا و غیره... احاطه شده‌است.